# Eremophila psilocalyx
Eremophila psilocalyx là một loài thực vật có hoa trong họ Huyền sâm. Loài này được F.Muell. mô tả khoa học đầu tiên năm 1876.